# Aristolochia repens
Aristolochia repens är en piprankeväxtart som beskrevs av Philip Miller. Aristolochia repens ingår i släktet piprankor, och familjen piprankeväxter. Inga underarter finns listade i Catalogue of Life.